# Hemaglutynina

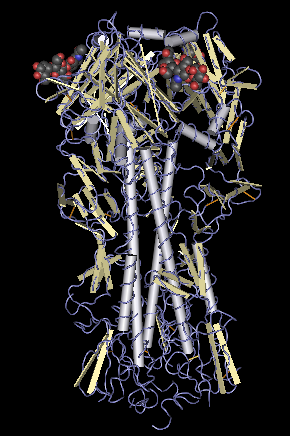
Model wstążkowy molekularnej budowy hemaglutyniny

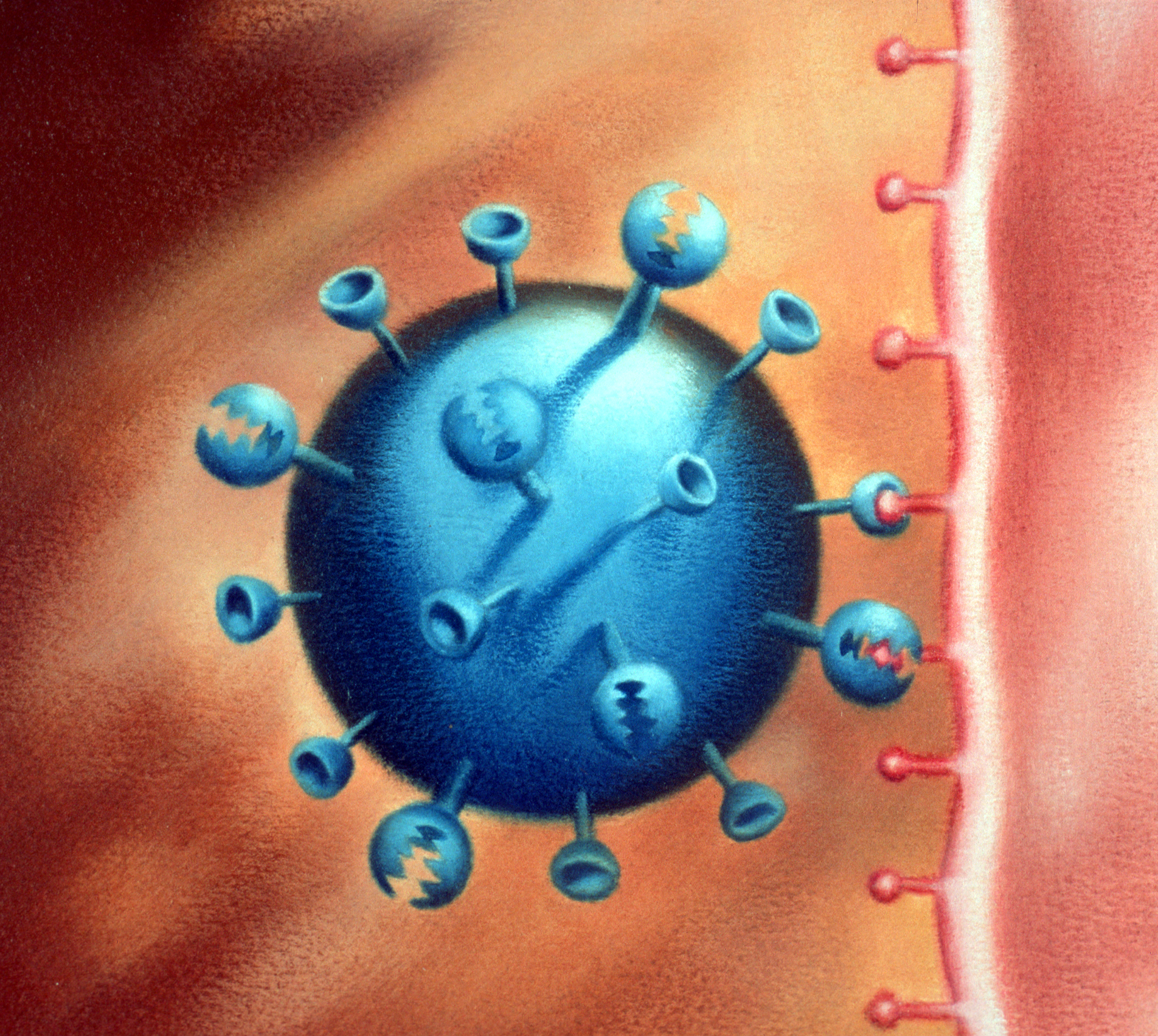
Hemaglutynina wiąże się z receptorem kwasu sialowego na powierzchni błony komórkowej. W procesie infekcji hemaglutynina wiąże się z cząsteczką cukru – tzw. kwasem sjalowym – będącą receptorem na powierzchni błony komórek gospodarza.

Hemaglutynina (w skrócie H lub HA) – glikoproteina o właściwościach antygenowych znajdująca się na powierzchni wirusów grypy (a także innych bakterii i wirusów). Funkcją tego białka jest przyłączenie cząsteczki wirusa do powierzchni infekowanej komórki. Nazwa hemaglutynina pochodzi od zdolności tej glikoproteiny do powodowania aglutynacji (zlepiania się ze sobą) erytrocytów.
Istnieje co najmniej 16 różnych antygenów HA oznaczonych od H1 do H16. Pierwsze trzy H1, H2 i H3 występują w ludzkim wirusie grypy.